# Parabonna goffergei
Parabonna goffergei là một chi đơn loài nhện trong họ Gnaphosidae. Chúng được mô tả đầu tiên bởi Cândido Firmino de Mello-Leitão năm 1947, và chỉ được tìm thấy ở Brazil.